# Hum Tumhare Hain Sanam
Hum Tumhare Hain Sanam est un film réalisé par K. S. Adiyaman et sorti en 2002. C'est le dernier film dans lequel on a pu voir Madhuri, avec Devdas, avant son retour en 2007 dans une production Yash Raj : Aaja Nachle. Le film a obtenu un succès mitigé en Inde lors de sa sortie, mais la présence de stars a assuré sa rentabilité sur le marché étranger.

## Synopsis
Gopal épouse son amie d'enfance Radha. Il est passionnément amoureux et possessif. Son seul désir est de rester en tête à tête avec sa femme.
Mais hélas Radha, bien qu'amoureuse de son mari, est indispensable à la vie de son jeune frère Prashant et dans la vie de Suraj son ami d'enfance. Ce dernier est devenu un chanteur célèbre grâce aux encouragements de Radha.
Gopal ne supporte plus le dévouement que sa femme porte aux membres de sa famille. Il se croit délaissé. 
À la suite d'un malentendu il chasse Prashant de leur maison puis, germe en lui l'idée que sa femme entretient une relation amoureuse avec Suraj, car Radha entretient de longues conversations avec Suraj ce qu'elle ne fait pas avec son mari.
Aveuglé par une jalousie maladive, il se sépare de Radha qui tombe dans le désespoir. Elle refuse de revoir Suraj pensant qu'il est la raison de cette séparation.
Suraj comprend alors que l'amour fraternel qu'il porte à Radha a détérioré son mariage.
Il en parle à sa fiancée, Sonam, qui est non voyante mais très perspicace.
Sonam va trouver Gopal et lui dit qu'elle y voit bien mieux que lui dans la relation qu'entretiennent Suraj et Radha. Ils sont simplement amis et Gopal peut avoir confiance en Radha.
Gopal décide de parler avec sa femme. Il arrive juste à temps, car Radha allait mettre fin à ses jours.

## Fiche technique
- Titre : Hum Tumhare hain sanam
- Réalisateur : K. S. Adiyaman
- Pays : Inde
- Année : 2002
- Genre : Comédie/Romantique
- Compositeur : Daboo Malik - Nadeem-Shravan - Nikhil-Vinay - Bali Brahmbhatt-Bappi Lahiri
- Durée : 172 minutes

## Distribution
- Shahrukh Khan : Gopal
- Madhuri Dixit : Radha
- Salman Khan : Suraj
- Atul Agnihotri
- Suman Ranganathani
- Aishwarya Rai Bachchan : Suman

## Musique
La bande originale du film comporte 11 chansons. La musique a été composée grâce aux talents de trois artistes : Nadeem-Shravan, Nikhil-Vinay et Sajid-Wajid. Les paroles ont été écrites par Kartik Awasthi. 
| Titre                                | Interprète(s)                  |
| ------------------------------------ | ------------------------------ |
| Aa Gaya Aa Gaya                      | Udit Narayan                   |
| Dil Tod Diya                         | Sonu Nigam                     |
| Gale Mein Laal Tie                   | Kumar Sanu, Bela Sulakhe       |
| Hum Tumhare Hain Sanam               | Udit Narayan, Anuradha Paudwal |
| Hum Tumhare Hain Sanam (Sad Version) | Sonu Nigam                     |
| Khoye Khoye Din Hain                 | Sonu Nigam, Anuradha Paudwal   |
| Na Na Nana                           | Sonu Nigam                     |
| Sab Kuch Bhula Diya                  | Sonu Nigam, Sapna Awasthi      |
| Sab Kuch Bhula Diya (Part II)        | Sonu Nigam                     |
| Taaron Ka Chamakta                   | Udit Narayan, Bali Brahmbhatt  |
| Theme Music                          | Instrumental                   |